# نمب (أغنية)
نم، (بالإنجليزية: Numb)‏ هي أغنية من إنتاج فرقة الروك الأمريكية لينكين بارك، وهي الأغنية المنفردة الثالثة من الألبوم ميتيورا. أُصدر فيديو للأغنية حصلت قناة «إم تي في (MTV)» على حقوق بثه. أُصدرت أيضًا نسخةٌ أخرى من الأغنية، حيث مُزجت مع أغنية «إنكور (Encore)» للمغني «جي-زي (Jay-Z)» وحازت النسخة على جائزة غرامي عام 2006.